# Cupule (architecture)
Pour les articles homonymes, voir cupule.

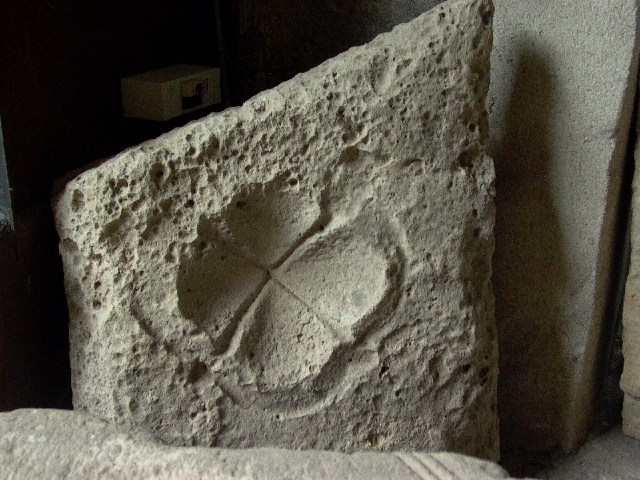
Cupule d'un soffite, musée lapidaire de Mozac (Puy-de-Dôme).

En architecture, la cupule est la conque décorative ou l'arrondi creusé et sculpté d'une pierre.
La cupule décore souvent le dessous de la dalle décorative située au niveau de la toiture, le soffite.